# Roque Gastón Máspoli
Roque Gastón Máspoli (Montevideo, 12 d'octubre, 1917-Montevideo, 22 de febrer, 2004) fou un futbolista i entrenador de futbol uruguaià dels anys 50.

## Trajectòria

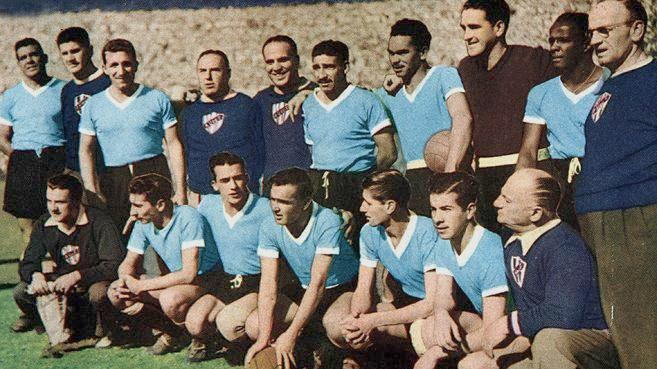
Equip de l'Uruguai del Mundial de 1950.

Fou el porter titular de la selecció de l'Uruguai que guanyà la Copa del Món de Futbol de 1950, l'anomenat Maracanaço. La selecció uruguaiana vencé l'amfitriona, Brasil, a l'estadi de Maracanã de Rio de Janeiro, davant uns 200.000 brasilers per 2 a 1. També participà en el Mundial de Suïssa 54.
El seu club com a jugador fou CA Peñarol, club del que més tard també en fou entrendador. A la banqueta de Peñarol guanyà 5 campionats de l'Uruguai, la Copa Libertadores de 1966 i la Copa Intercontinental del mateix any, vencent el Reial Madrid per 4-0 en el temps afegit. També entrenà a la selecció de l'Uruguai, i a clubs al Perú, Equador i a l'Elx CF.